# Triclistus occidentis
Triclistus occidentis là một loài tò vò trong họ Ichneumonidae.